# Gillmeria scutata
Gillmeria scutata là một loài bướm đêm thuộc họ Pterophoridae. Nó được tìm thấy ở Nhật Bản (Honshu).
Chiều dài cánh trước là 11–13 mm.